# Vivcearnea, Cernivți
Vivcearnea (în ucraineană Вівчарня) este un sat în comuna Saiinka din raionul Cernivți, regiunea Vinnița, Ucraina.

## Demografie
Componența lingvistică a localității Vivcearnea
     Ucraineană (100%)
Conform recensământului din 2001, toată populația localității Vivcearnea era vorbitoare de ucraineană (100%).